# Qahab
Qahab är en ort i Azerbajdzjan.   Den ligger i distriktet Nachitjevan, i den sydvästra delen av landet, 400 km väster om huvudstaden Baku. Qahab ligger 1 022 meter över havet och antalet invånare är 2 612.
Terrängen runt Qahab är platt åt sydväst, men åt nordost är den kuperad. Närmaste större samhälle är Nachitjevan, 10,1 km sydväst om Qahab. 
Trakten runt Qahab består i huvudsak av gräsmarker. Runt Qahab är det ganska glesbefolkat, med 38 invånare per kvadratkilometer.